# Pa i xocolata
Pa i xocolata (Pane e cioccolata, títol original en italià) és una pel·lícula italiana de comèdia dramàtica del 1974 dirigida per Franco Brusati i protagonitzada per Nino Manfredi. Ha per tema l'emigració italiana a Suïssa. Considerada una de les millors pel·lícules de Manfredi, gràcies al guió i a la direcció de Brusati, harmonitza a la perfecció drama i humor. La pel·lícula, que ha obtingut diversos premis cinematogràfics, ha estat inclosa, com a obra representativa, a la llista dels 100 film italiani da salvare.

## Sinopsi
Igual que molts europeus del sud del període (anys seixanta i principis dels setanta), Nino Garofalo és un "gastarbeiter" migrant italià, que treballa de cambrer a Suïssa. Perd el permís de treball quan el sorprenen orinant en públic, de manera que comença a portar una vida clandestina a Suïssa. Al principi, és recolzat per Elena, una refugiada política grega. Després es fa amic d’un industrial italià, traslladat a Suïssa per problemes financers. L'industrial el porta sota la seva ala, només per suïcidar-se quan dilapida els seus darrers estalvis. Nino es veu obligat a trobar refugi amb un grup de napolitans clandestins que viuen en un galliner, juntament amb les mateixes gallines que tenen per sobreviure. Encantat per la visió idíl·lica d’un grup de joves suïsses rosses, prenent-se un bany al riu, decideix tenyir-se els cabells i deixar-se passar per un local. En un bar, quan anima la Selecció de futbol d'Itàlia durant la retransmissió d’un partit,es descobreix quan celebra un gol marcat per Fabio Capello. És detingut i portat a una estació. Es retroba amb Elena, que vol donar-li un permís renovat, però ell es nega. S'embarca en un tren i es troba en una cabina plena de gastarbeiter italians que tornen. Enmig de les cançons de "sol" i "mar", se'l veu pensant de nou. Baixa a la primera parada: és millor una vida com a immigrant il·legal que una vida de misèria.

## Repartiment
- Nino Manfredi - Nino Garofalo
- Johnny Dorelli - Empresari italià
- Anna Karina - Elena
- Paolo Turco - Gianni
- Ugo D'Alessio - Ancià
- Tano Cimarosa - Giacomo
- Gianfranco Barra - El turc
- Giorgio Cerioni - Inspector de policia
- Francesco D'Adda - Rudiger
- Geoffrey Copleston - Boegli
- Federico Scrobogna - Grigory
- Max Delys - Renzo
- Umberto Raho - Maitre
- Nelide Giammarco - Rossa
- Manfred Freyberger - Esportista

## Reconeixements
- 1974 - David di Donatello[4]
  - Millor pel·lícula
  - Millor actor protagonista a Nino Manfredi
  - David Europeo a Franco Brusati
- 1974 - 24è Festival Internacional de Cinema de Berlín[5]
  - Premi OCIC a Franco Brusati
  - Os de Plata a Franco Brusati
  - Nominació Os d'Or a Franco Brusati
- 1974 - Grolla d'oro[4]
  - Millor actor a Nino Manfredi
- 1975 - Nastro d'argento[4]
  - Millor argument a Franco Brusati
- 1978 - Premis César[4]
  - Nominació Millor pel·lícula estrangera a Franco Brusati
- 1978 - Kansas City Film Critics Circle Awards[4]
  - Millor pel·lícula estrangera
- 1978 - National Board of Review[4]
  - Millor pel·lícula estrangera
- 1978 - Premis New York Film Critics Circle[4]
  - Millor pel·lícula en llengua estrangera (Italia)
  - (Segon lloc) Millor guió a Franco Brusati